# حوت جورجيا
حوت جورجيا (الاسم العلمي: †Georgiacetus) هو جنس من الثدييات المنقرضة يتبع فصيلة الحيتان الأولية من رتبة مزدوجات الأصابع.